# Ignacio Cases Mora
Ignacio Cases Mora (Gijón, Astúries, 22 de desembre de 1987) és conegut com Nacho Cases, és un futbolista asturià que juga com a migcampista. Format a l'Sporting de Gijón, juga actualment a l'Ermis Aradippou.

## Trajectòria futbolística
Tot i que va començar a jugar de ben jove al Codema i se'n va anar, amb 17 anys, al Revillagigedo; Nacho Cases es pot considerar un jugador plenament de l'Escola de Mareo on s'ha format durant setze temporades. El jugador va ascendir en les categories inferiors i va ser una peça clau en l'ascens de l'Sporting B a la Segona B. En aquesta categoria va perdre protagonisme, però la seua insistència li va permetre aconseguir la capitania de l'equip i li va obrir les portes del primer equip.
Finalment l'oportunitat de la seua vida li va arribar amb 23 anys de la mà de Manolo Preciado. Així debutava a primera divisió la jornada 18a de la temporada 2010/11 contra el Racing de Santander. Va començar el partit com a titular compartint l'eix del centre del camp amb Sebastián Eguren. Durant aquesta primera temporada es va consolidar com a peça clau en l'eix del mig del camp, de fet, va acabar la temporada amb 18 partits de Lliga disputats, però només va marcar un sol gol.